# 天主教潘多宗座代牧區
天主教潘多宗座代牧區（拉丁語：Vicariatus Apostolicus Pandoënsis）是玻利維亞一個羅馬天主教宗座代牧區，直屬教廷。
代牧區成立於1942年4月29日，範圍包括玻利維亞最北部，包括潘多省全部和貝尼省一部，教座位於里韋拉爾塔。2010年有教友187,981人（佔轄區總人口90.0%）、六個堂區、十八名司鐸。現任宗座代牧為埃乌詹尼奥·考特。